# Korisaba amabilis
Korisaba amabilis är en skalbaggsart som beskrevs av Louis Albert Péringuey 1902. Korisaba amabilis ingår i släktet Korisaba och familjen Melolonthidae. Inga underarter finns listade i Catalogue of Life.